# Mesves-sur-Loire
Mesves-sur-Loire is een gemeente in het Franse departement Nièvre (regio Bourgogne-Franche-Comté) en telt 654 inwoners (2009). De plaats maakt deel uit van het arrondissement Cosne-Cours-sur-Loire.

## Geografie
De oppervlakte van Mesves-sur-Loire bedraagt 18,3 km², de bevolkingsdichtheid is 35,1 inwoners per km².
De onderstaande kaart toont de ligging van Mesves-sur-Loire met de belangrijkste infrastructuur en aangrenzende gemeenten.

## Demografie
Onderstaande figuur toont het verloop van het inwonertal (bron: INSEE-tellingen).